# Jugoslovanska hokejska liga 1946/47
Sezona 1946/47 jugoslovanske hokejske lige je bila peta sezona jugoslovanskega prvenstva v hokeju na ledu. Naslov jugoslovanskega prvaka so prvič osvojili hokejisti hrvaškega kluba KHL Mladost Zagreb. O naslovu prvaka je odločal turnir v Ljubljani, ki je potekal med 24. in 26. januarjem 1947.

## Postave
- KHL Mladost Zagreb: Weiner, Donoval, Bosilj, Tomić, Stipetić, Mirtl, David, Hočevar, Marić.
- HK Sparta Subotica: Priboj, Szegö, Šekčić, Ladocki, Kmetz, Jonas, Ladocki, Vidicki, Laszlo, Poljak.
- HK Triglav Ljubljana: Gorše, Milan Lombar, Karol Pavletič, Ernest Aljančič, Mirko Eržen, Jože Gogala, Mlakar, Milan Betetto, Ogrizek.
- HK Crvena Zvezda: Miletić, Rajić, M. Jovanović, Miljković, Karanović, B. Jovanović, Stevčić, Ivanović, Mihajlović.

## Tekme
| 24. januar 1947 | KHL Mladost Zagreb | 16:0 | HK Sparta Subotica | Drsališče Tivoli, Ljubljana |

| Poročilo tekme | Poročilo tekme | Poročilo tekme  | Poročilo tekme | Poročilo tekme                                              |
| -------------- | -------------- | --------------- | -------------- | ----------------------------------------------------------- |
| Začetek: 19:00 |                | (5:0, 4:0, 7:0) |                | Gledalci: 1000 Sodnika: Viktor Vodišek Sodnika: Luce Žitnik |

| 24. januar 1947 | HK Triglav Ljubljana | 8:0 | HK Crvena Zvezda | Drsališče Tivoli, Ljubljana |

| Poročilo tekme | Poročilo tekme | Poročilo tekme  | Poročilo tekme | Poročilo tekme                                           |
| -------------- | -------------- | --------------- | -------------- | -------------------------------------------------------- |
| Začetek: 20:15 |                | (3:0, 3:0, 2:0) |                | Gledalci: 1000 Sodnika: Viktor Vodišek Sodnika: Valušnik |

| 25. januar 1947 | HK Triglav Ljubljana | 12:1 | HK Sparta Subotica | Drsališče Tivoli, Ljubljana |

| Poročilo tekme | Poročilo tekme | Poročilo tekme  | Poročilo tekme | Poročilo tekme                                        |
| -------------- | -------------- | --------------- | -------------- | ----------------------------------------------------- |
| Začetek: 19:00 |                | (4:0, 4:0, 4:1) |                | Gledalci: 1000 Sodnika: Luce Žitnik Sodnika: Valušnik |

| 25. januar 1947 | KHL Mladost Zagreb | 11:0 | HK Crvena Zvezda | Drsališče Tivoli, Ljubljana |

| Poročilo tekme | Poročilo tekme | Poročilo tekme  | Poročilo tekme | Poročilo tekme                                              |
| -------------- | -------------- | --------------- | -------------- | ----------------------------------------------------------- |
| Začetek: 20:15 |                | (1:0, 4:0, 6:0) |                | Gledalci: 1000 Sodnika: Viktor Vodišek Sodnika: Luce Žitnik |

| 26. januar 1947 | KHL Mladost Zagreb | 4:0 | HK Triglav Ljubljana | Drsališče Tivoli, Ljubljana |

| Poročilo tekme | Poročilo tekme | Poročilo tekme  | Poročilo tekme | Poročilo tekme |
| -------------- | -------------- | --------------- | -------------- | -------------- |
| Začetek: 10:00 |                | (1:0, 3:0, 0:0) |                |                |

| 26. januar 1947 | HK Sparta Subotica | 1:1 | HK Crvena Zvezda | Drsališče Tivoli, Ljubljana |

| Poročilo tekme | Poročilo tekme | Poročilo tekme  | Poročilo tekme | Poročilo tekme |
| -------------- | -------------- | --------------- | -------------- | -------------- |
| Začetek: 11:15 |                | (0:0, 0:1, 1:0) |                |                |

## Končni vrstni red
| Klub                    | OT | Z | N | P | DG | PG | GR  | Toč |
| ----------------------- | -- | - | - | - | -- | -- | --- | --- |
| 1. KHL Mladost Zagreb   | 3  | 3 | 0 | 0 | 31 | 0  | +31 | 6   |
| 2. HK Triglav Ljubljana | 3  | 2 | 0 | 1 | 20 | 5  | +15 | 4   |
| 3. HK Sparta Subotica   | 3  | 0 | 1 | 0 | 2  | 29 | -27 | 1   |
| 4. HK Crvena Zvezda     | 3  | 0 | 1 | 0 | 2  | 20 | -19 | 1   |